# Господин Зима
«Господин Зима» (англ. Wintersmith) — фэнтези известного английского писателя Терри Пратчетта. Издана на русском языке в двух вариантах обложки в 2016 году издательством «Эксмо» в переводе Натальи Аллунан. Также есть неофициальные переводы под названием «Зимних дел мастер».
Тридцать пятая книга цикла «Плоский мир», третья книга из цикла о Тиффани Болен.

## Аннотация
Спустя два года после событий книги «Шляпа, полная неба», 13-летняя Тиффани Болен снова отправилась в Ланкр, обучаться ведовству у старой ведьмы госпожи Вероломны. Поздней осенью мисс Вероломна отвела Тиффани в лес, чтобы понаблюдать за темным Танцем Морриса, приветствующим зиму. Несмотря на запрет, Тиффани пускается в пляс, не в силах противостоять магии танца, и занимает пустующее место в ряде танцующих — место, которое предназначалось не для неё, а для самой Госпожи Лето. Зимовей, в честь которого исполнялся танец, принял Тиффани за богиню лета и влюбился в неё. А Тиффани, вмешавшись в то, во что вмешиваться не следовало, приобрела некоторые черты Госпожи Лето, начиная становиться богиней. Зимний Кузнец или Зимовей, начинает искать встречи с юной ведьмой. Он даже готов стать человеком ради неё и построить ледяной дворец, где они будут царствовать вдвоём.
Как может стихия выразить свои чувства? Снежинки в форме Тиффани Болен и ледяные розы могут показаться достаточно романтичными. Но сотни айсбергов, изображающих Тиффани и топящих корабли, снежные бури весной, когда должны родиться ягнята — это уже совсем другое дело. Вечная зима, которую обещает Тиффани Зимовей, принесёт гибель всему миру. Тиффани должна исправить последствия своего неразумного поступка и остановить Зимнего Кузнеца. Ей на помощь опять приходят верные Нак Мак Фигли и Роланд, сын барона, которые отправляются в Мир Теней, где спит настоящая Госпожа Лето, чтобы разбудить её.

## Главные действующие персонажи
- Тиффани Болен
- Нак Мак Фигли
- Эвменида Вероломна
- Зимовей
- Роланд

## Второстепенные действующие персонажи
- Матушка Ветровоск
- Нянюшка Ягг
- Аннаграмма Ястребей
- Петулия Хрящик
- Госпожа Лето